# Barsen (Adelsgeschlecht)

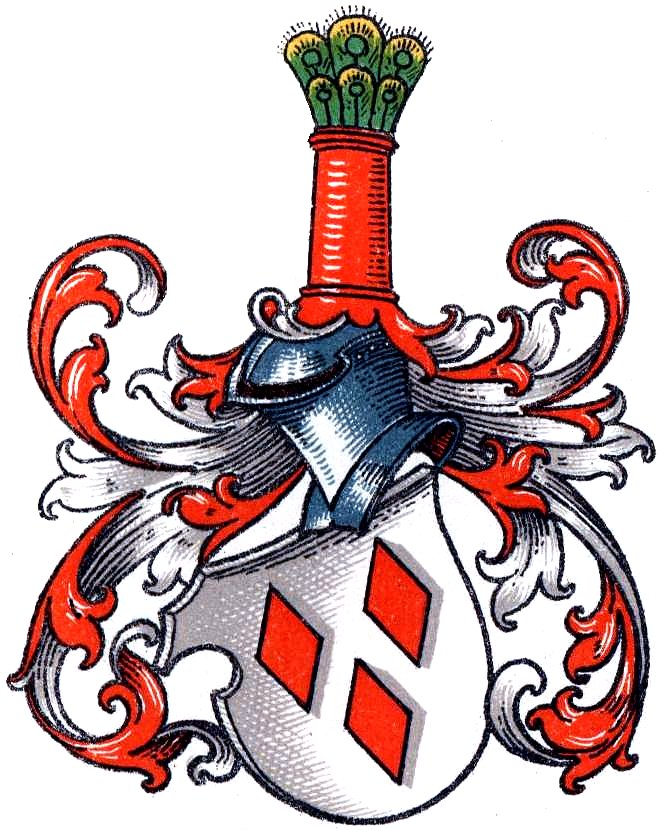
Wappen derer von Barsen

Die Herren von Barsen (auch: Bars, Barßen o. ä.) waren ein westfälisches Adelsgeschlecht.

## Geschichte
Es handelt sich um ein altes, ursprünglich braunschweigisches Adelsgeschlecht. Später kommt das Geschlecht im Ravensbergischen und im Bistum Bremen vor. In Bremen wurden Familienmitglieder in den Rat gewählt.
Eine Anna von Barsen heiratete um 1510 einen Johann von Quernheim zu Ulenburg (urkundlich 1510–1532). Ein Valcke von Barsen erscheint 1545 in einem Schandbrief eines Heinrich von Zesterfleth. Valcke war einer von mehreren Bürgen für eine Schuld von 2.100 Goldgulden, seinen Bürgschaftsverpflichtungen aber nicht nachgekommen.
Kneschke gibt an, dass ein Epitaph in der Klosterkirche zu St. Michael in Lüneburg belegt, dass Mitglieder des Geschlechts noch im 17. Jahrhundert lebten.

## Wappen
In Silber drei (2:1) Wecken. Auf dem Helm eine rote Säule mit zwei Reihen Pfauenfedern besteckt. Die Helmdecken in rot-silber.